# Vareilles (Creuse)
 Vareilles  es una comuna (municipio) de Francia, en la región de Lemosín, departamento de Creuse, en el distrito de Guéret y cantón de La Souterraine.
Su población en el censo de 1999 era de 266 habitantes. La superficie de la comuna es de 17,68 km²; la densidad es 15,05 hab/km².
Está integrada en la Communauté de communes du Pays Sostranien.